# Poczta Główna w Ełku
Poczta Główna w Ełku – zabytkowy gmach poczty głównej w Ełku. Mieści się w Centrum, przy skrzyżowaniu ulic Armii Krajowej i Chopina. Został wzniesiony w 1881 roku, co czyni go jednym z najstarszych istniejących obiektów w mieście.

## Architektura
Budynek rozmieszczony na planie litery L, podczas I wojny światowej został poszerzony w kierunku ulicy Chopina, niegdyś Falkstraße. Gmach ma korpus dwukondygnacyjny i 12-osiową fasadę. Kondygnację zostały rozdzielone gzymsem kordonowym. Okna pierwszej kondygnacji z pełnym gzymsem podokiennym zamknięte są łukiem pełnym, natomiast okna drugiej kondygnacji zamknięte łukiem odcinkowym. Nad osiami szóstą i siódmą znajduje się attyka z zegarem i datą 1881.